# Rocco Schiavone
Rocco Schiavone, bei der ARD auch Der Kommissar und die Alpen, ist eine italienische Kriminalfilmreihe, die ihre Premiere am 9. November 2016 beim Sender Rai 2 hatte. Die deutschsprachige Erstausstrahlung erfolgte seit 20. Oktober 2017 beim Sender FOX. Die zweite Staffel, die in Italien beim Streaming-Anbieter Rai Play beheimatet ist, wurde vom Fox Channel im Januar 2019 ausgestrahlt, die dritte Staffel im Mai und Juni 2020.
Die Erstausstrahlung im Free-TV beim Sender Das Erste erfolgte seit dem 26. Januar 2019.

## Inhalt
In der auf Romanen von Antonio Manzini basierenden Serie wird der verwitwete Vizepolizeidirektor Rocco Schiavone, der häufig auf Methoden an der Grenze der Legalität zurückgreift, aus disziplinarischen Gründen von Rom in das Aostatal versetzt. Ständig präsent in seinem Leben ist die Erinnerung an seine nie vergessene Frau Marina, die ihn in Form von Halluzinationen heimsucht. Zu seinen Eigenheiten gehört die Einteilung von „schweinemäßig nervigen Sachen“ (im Original rotture di coglioni) in Stufen, wobei er die Ermittlungsarbeit in einem Mordfall auf der höchsten Stufe zehn ansiedelt.

## Besetzung
Die Synchronisation der Serie wird bei der Cinephon unter der Dialogregie von Hilke Flickenschildt erstellt.
| Rolle              | Darsteller                                                      | Synchronsprecher     |
| ------------------ | --------------------------------------------------------------- | -------------------- |
| Rocco Schiavone    | Marco Giallini                                                  | Klaus-Dieter Klebsch |
| Italo Pierron      | Ernesto D’Argenio                                               | Jeremias Koschorz    |
| Caterina Rispoli   | Claudia Vismara                                                 | Anne Helm            |
| Michele Deruta     | Massimiliano Caprara                                            | Christian Gaul       |
| D'Intino           | Christian Ginepro                                               | Viktor Neumann       |
| Ugo Casella        | Gino Nardella                                                   | Sven Brieger         |
| Antonio Scipioni   | Fabio La Fata (Staffel 1) Alberto Lo Porto (ab Staffel 2)       | Simon Derksen        |
| Sebastiano Carucci | Francesco Acquaroli                                             | Thomas Schmuckert    |
| Furio              | Mirko Frezza                                                    | Oliver Siebeck       |
| Brizio             | Tullio Sorrentino                                               | Rainer Doering       |
| Alberto Fumagalli  | Massimo Reale                                                   | Marcus Off           |
| Maurizio Baldi     | Filippo Dini                                                    | Frank Röth           |
| Andrea Costa       | Massimo Olcese                                                  | Axel Lutter          |
| Nora Tardioli      | Francesca Cavallin                                              | Anna Grisebach       |
| Marina             | Isabella Ragonese (Staffeln 1–4) Miriam Dalmazio (ab Staffel 5) | Antje von der Ahe    |
| Enzo Baiocchi      | Adamo Dionisi                                                   |                      |
| Michela Gambino    | Lorenza Indovina                                                | Christin Marquitan   |

## Folgen
Alle synchronisierten Serienfolgen-Staffeln wurden zuerst auf dem deutschen Bezahlfernsehsender FOX und (Stand: August 2024) die ersten beiden Staffeln danach mit zeitlichem Abstand für alle zugänglich in der ARD gesendet.

## Homevideo-Veröffentlichung
Die erste Staffel der Serie ist am 22. Februar 2019 unter Kombination beider Titel als Rocco Schiavone: Der Kommissar und die Alpen auf DVD bei Polyband Medien erschienen.